# Vitstrupig myrfågel
Vitstrupig myrfågel (Oneillornis salvini) är en fågel i familjen myrfåglar inom ordningen tättingar.

## Utbredning och systematik
Fågeln förekommer i östra Peru, sydvästra Amazonområdet i Brasilien och centrala Bolivia. Den behandlas som monotypisk, det vill säga att den inte delas in i några underarter. Tidigare placerades den och loretomyrfågel i släktet Gymnopithys och vissa gör det fortfarande.

## Status
IUCN kategoriserar arten som livskraftig.